# Eccymatoge melanoterma
Eccymatoge melanoterma là một loài bướm đêm trong họ Geometridae.